# 纽堡-比肯大桥
汉密尔顿·菲什纽堡-比肯大桥（英語：Hamilton Fish Newburgh–Beacon Bridge）是一个纽约州跨越哈德遜河的收费悬臂桥，承载84号州际公路（I-84）和52号纽约州州道（NY 52）连接了纽约州的紐堡市和比肯。1963年2月完工的原北桥承担向西行车流，1980年完成的南桥所有向东行车流。在1997年，这座桥为纪念纽约州州长、参议员汉密尔顿·菲什改为现名，但仍常被称为纽堡-比肯大桥。